# Ло Жуйцин
Ло Жуйцин (кит. упр. 罗瑞卿, пиньинь Luó Ruìqīng, 31 мая 1906 — 3 августа 1978) — китайский военный и политический деятель, министр общественной безопасности КНР в 1949—1959.

## Биография
Родился в уезде Наньчуне провинции Сычуань, был сыном богатого землевладельца, но его отец растратил семейное состояние из-за пристрастия к опиуму, и поэтому у молодого Ло были проблемы с получением стандартного образования — у семьи не хватало денег, чтобы платить за учёбу. В 1926 году он вступил в коммунистический союз молодёжи и в том же году поступил в Уханьское военно-тактическое училище (уханьское отделение Академии Вампу), по его окончании в 1927 году начал военную карьеру. В октябре 1928 года вступил в КПК, в последующие годы участвовал в создании китайской Красной армии.
В 1934—1936 годах Ло Жуйцин участвовал в Великом походе, в начале 1937 года сопровождал Чжоу Эньлая, когда тому пришлось улаживать последствия Сианьского инцидента, затем стал ректором «Антияпонского военно-политического университета». Когда в 1940 году университет был переведён из Шэньси в Шаньси, Ло Жуйцин переключился на руководство партизанским движением в тылу японцев, помогал Пэн Дэхуаю в организации «Битвы ста полков».
Когда по окончании второй мировой войны возобновилась гражданская война в Китае, Ло Жуйцин руководил коммунистическими войсками в провинциях Суйюань, Чахар, Хэбэй и Шаньси.
В 1949 году, после образования КНР, Ло Жуйцин стал министром общественной безопасности и членом Центрального военного совета. В 1950—1953 годах принимал участие в Корейской войне. В 1955 году получил звание генерала армии. После разгона в 1959 году «антипартийной группы Пэн Дэхуая — Хуан Кэчэна» Ло Жуйцин занял место Хуан Кэчэна в качестве начальника Генштаба НОАК, в этом же году он стал заместителем председателя Госсовета КНР.
Из-за трений с Линь Бяо в 1965 году Ло Жуйцин был смещён со всех постов за исключением поста заместителя председателя госсовета. В начале Культурной революции, когда Ло Жуйцин подвёргся критике в рамках дела «клики Пэн Дэхуая — Ло Жуйцина — Лу Динъи — Ян Шанкуня», 16 марта 1966 года он совершил попытку самоубийства, выбросившись с третьего этажа, однако отделался переломом обеих ног. Эту попытку посчитали признанием вины, и Ло Жуйцин впоследствии вновь и вновь подвергался «критике». В 1969 году ему пришлось ампутировать ноги, которые так и не удалось вылечить.
На встрече в Центральном военном совете в 1975 году Мао Цзэдун реабилитировал Ло Жуйцина, признав, что Линь Бяо сфабриковал всё дело. В 1977 году Ло Жуйцин был избран в состав ЦК КПК и вернулся в Центральный военный совет.
Ло Жуйцин скончался 3 августа 1978, находясь на лечении в ФРГ.